# Bothell
Bothell es una ciudad ubicada en el condado de King en el estado estadounidense de Washington. En el año 2000 tenía una población de 30.150 habitantes y una densidad poblacional de 966,1 personas por km².

## Geografía
Bothell se encuentra ubicada en las coordenadas 47°46′18″N 122°12′16″O / 47.77167, -122.20444. El río Sammamish divide la ciudad en una parte norte y una parte sur mucho más pequeña.

## Demografía
Según la Oficina del Censo en 2000 los ingresos medios por hogar en la localidad eran de $59.264, y los ingresos medios por familia eran $68.580. Los hombres tenían unos ingresos medios de $48.476 frente a los $34.385 para las mujeres. La renta per cápita para la localidad era de $26.483. Alrededor del 5,1% de la población estaban por debajo del umbral de pobreza.

## Personalidades
- Robert DeLong, cantante.
- Patty Murray, senadora demócrata.